# Preludes to a Century
Preludes to a Century is een muziekalbum van Rick Wakeman.
Het album bevat new age-achtige muziek dan wel romantische bespiegelingen door Wakeman aan de Steinway Concert Grand concertvleugel in de CTS Studio in Wembley en af en toe een Korg Trinity Pro-X, aldus het album. Het album verkocht slecht, mede omdat meerdere musici de nieuwe eeuw wilden inluiden met nieuwe muziek. Voor Wakeman zelf was 2000 het jaar waarin hij officieus scheidde van vrouw Nina Carter (definitief pas in 2004). Bijna al zijn vorige albums vermeldden haar en zijn familie als inspiratiebron; hier wordt alleen de familie en zijn muziekgave aangehaald.  

## Tracklist
| Nr. | Titel                         | Duur |
| --- | ----------------------------- | ---- |
| 1.  | Prelude to a new millennium   | 3:42 |
| 2.  | Only a dream                  | 4:34 |
| 3.  | Waltz of life                 | 5:00 |
| 4.  | Forever more                  | 4:51 |
| 5.  | The dancing piano             | 4:35 |
| 6.  | Reflections of a winter's day | 6:21 |
| 7.  | A new dawn                    | 5:15 |
| 8.  | Lullaby                       | 5:22 |
| 9.  | Seasons of change             | 5:33 |
| 10. | Waiting for God               | 5:02 |
| 11. | Vienna by moonlight           | 4:07 |
| 12. | The cycle of life             | 7:13 |